# Creußen
Creußen je německé město, nacházející se asi 13 km jižně od Bayreuthu. Creußen se nachází v pohoří Franském Švýcarsku, na úpatí pohoří Fichtel a v horním Falckém lese v nadmořské výšce mezi 426 a 630 metrů.

## Historie
Region začal být osidlován již kolem roku 1000. Poprvé byl Creußen (v dobových dokumentech označován jako urbs crusni) zmíněn v roce 1003 při obléhání tamějšího hradu císařem Jindřichem II. Na hradě se ukrývavší markrabě Jindřich Nordgavský stačil uprchnout (dle místních pověstí skrze tajnou chodbu), avšak zanedlouho byl dostižen u Tiefenthalu. Zda právě u této příležitosti byl hrad zcela zničen z dochovaných zdrojů jednoznačně nevyplývá.

Roku 1251 obdržel Creußen Fridrich IV. Hohenzollernský od štaufského krále Kondráda IV. Císař Karel IV. povýšil Creußen v roce 1358 na město. Od roku 1500 náležel Creußen do Franckého říšského kraje. Jak během husitských válek, tak během třicetileté války bylo město zpustošeno. Většina pamětihodností, kterými se dnes město pyšní (např. kostel sv. Jakuba nebo stará radnice), byly opětovně obnovena po utišení decimujících válečných konfliktů raného novověku.

V roce 1792 prodal markrabě Alexandr Braniborsko-Ansbašský město Prusku. Po krátkém období (1807–1810), kdy bylo město vlastněno Francouzi, připadlo společně s baroutským knížectvím Bavorskému království. Město v roce 1893 postihl ničivý požár, jenž zničil část městského opevnění v oblasti přední městské brány.

Vedle hrnčířství se od roku 1912 začíná ve městě rozvíjet kovovýroba, s níž začal bývalý starosta města a vedoucí místní organizace NSDAP Carl Tabel. Při posledních svobodných volbách do říšského sněmu v listopadu 1932 získala NSDAP v Creußenu 55%. Během Třetí říše se místní závody přeorientovaly na výrobu zbraní. První zakázky zpracovaly již v květnu 1932. Později zde pracovalo na 1160 odsouzenců (mezi nimi i čtrnáctileté děti), pro něž byl na Thietmarplatz vystavěn tábor, oplocený 2,2 metrů vysokým plotem s ostnatým drátem. 14. května 1945 bylo město bez odporu osvobozeno americkou armádou. Den na to se němečtí vojáci snažili získat Creußen zpět. Tyto boje si vzalo za oběť 13 civilistů. 18 obytných domů, 9 stodol a 5 stáji bylo zničeno.

## Městský znak
Nejstarší známou podobou městského znaku je plastika na budově staré radnice, datovaná kolem roku 1470, a dále také otisk městské pečetě z roku 1511 se znakem Hohenzollernů. Ústřední symbol znaku (džbán) byl poprvé v barevném provedení použit na listině z roku 1581 a odkazuje na hrnčířskou tradici v Creußenu, která proslavila město v období mezi 16. a 18. století a kterou do současnosti připomíná muzeum džbánů (Krügemuseum).